# Primar pentru zece minute
Primar pentru zece minute este un film românesc din 2016 regizat de Vlad Petri.